# Lazarus Vitalis Msimbe
Lazarus Vitalis Msimbe SDS (ur. 27 grudnia 1963 w Homboza) – tanzański duchowny katolicki, salwatorianin, biskup diecezjalny Morogoro od 2021.

## Życiorys
Urodził się 27 grudnia 1963 w Homboza niedaleko Morogoro. Śluby zakonne złożył 8 grudnia 1987, filozofię studiował w Wyższym Seminarium Duchownym w Kibosho, a teologię w Wyższym Seminarium Duchownym w Segera. Święcenia kapłańskie otrzymał 21 czerwca 1998. Uzyskał tytuł magistra prawa kanonicznego na Uniwersytecie w Londynie oraz z prawa cywilnego międzynarodowego na University of West England w Bristolu. W zgromadzeniu salwatorianów pełnił między innymi funkcje promotora powołań, formatora kandydatów, magistra nowicjatu, formatora kleryków w Międzynarodowym Domu Formacyjnym Mater Salvatoris w Morogoro oraz wikariusza prowincjalnego. W latach 2006–2012 przez dwie kadencje był przełożonym prowincjalnym Tanzanijskiej wiceprowincji misyjnej salwatorianów.
13 lutego 2019 został administratorem apostolskim diecezji Morogoro. 31 maja 2021 papież Franciszek mianował go biskupem diecezjalnym Morogoro. Sakry udzielił mu 19 września 2021 nuncjusz apostolski w Tanzanii – arcybiskup Marek Solczyński.